# 薩氏美體鰻
薩氏美體鰻，又稱薩氏錐體糯鰻（學名：Ariosoma sazonovi），為輻鰭魚綱鰻鱺目糯鰻科的其中一個種，由Emma Stanislavovna Karmovskaya在2004年描述，分布於西太平洋菲律賓海域，深度160至440公尺，本魚體粗壯，尾鰭扁平，頭部與身體顏色較淡、背鰭與臀鰭的邊緣深色，背鰭軟條212-221枚、臀鰭軟條159- 171枚、脊椎骨146-148個，體長可達39.5公分，為底棲性魚類，肉食性，生活習性不明。